# إيزي تشيرب
إيزي تشيرب (بالإنجليزية: Easy Chirp)‏ هو تطبيق لتويتر مهيأ لذوي الاحتياجات الخاصة ومصمم بشكل يتناسب مع احتياجات الشخص الكفيف أو ضعيف البصر حتى يتمكن من التغريد بسهولة وكذلك متابعة التغريدات على الخط الزمني لتويتر بسلاسة.

انطلق باللغة الإنجليزية في أواخر عام 2009 وُعرف باسم “تويتر للمكفوفين” بأنه أول تطبيق للجوال يحوّل الأجزاء البصرية غير المرئية للمكفوفين على تويتر (من صور وتصاميم) إلى نصوص مكتوبة يسهل على الكفيف قراءتها، كما يتيح للكفيف كتابة التغريدات النصية بدون مواجهة العوقات التي تواجهه عند استخدام تطبيقات تويتر العادية على الجوال والتي تشتمل على العديد من المكونات البصرية التي تصعب على الكفيف استخدامها بسهولة ودون الحاجة إلى المساعدة من الآخرين. وقد حاز التطبيق على عدة جوائز عالمية من الولايات المتحدة الأمريكية والمملكة المتحدة.